# Cantonul Montmorillon
Cantonul Montmorillon este un canton din arondismentul Montmorillon, departamentul Vienne, regiunea Poitou-Charentes, Franța.

## Comune
| Comune            | Populație (1999) | Cod poștal | Cod INSEE |
| ----------------- | ---------------- | ---------- | --------- |
| Bourg-Archambault | 192              | 86390      | 86035     |
| Jouhet            | 508              | 86500      | 86117     |
| Lathus-Saint-Rémy | 1.202            | 86390      | 86120     |
| Montmorillon      | 6.514            | 86500      | 86165     |
| Moulismes         | 407              | 86500      | 86170     |
| Pindray           | 256              | 86500      | 86191     |
| Plaisance         | 160              | 86500      | 86192     |
| Saulgé            | 965              | 86500      | 86254     |